# 烏馬哈蘭塔山 (拉巴斯省)
15°52′17″S 68°28′6″W / 15.87139°S 68.46833°W
烏馬哈蘭塔山（Uma Jalanta），是玻利維亞的山峰，位於該國西部拉巴斯省的拉雷卡哈省，處於漢科烏馬山東南面，屬於安第斯山脈中玻利維亞瑞阿爾山脈的一部分，海拔高度5,723米。